# Южный Парк (27-й сезон)
Двадцать седьмой сезон американского анимационного телесериала «Южный Парк» начался на канале Comedy Central 23 июля 2025 года.

## Актёрский состав
- Трей Паркер — Стэн Марш / Эрик Картман
- Мэтт Стоун — Кайл Брофловски / Кенни Маккормик

## Эпизоды
| № общий | № в сезоне | Название                                    | Режиссёр    | Автор сценария | Дата премьеры   | Произв. код | Зрители США (млн) |
| --- | ---------- | ------------------------------------------- | ----------- | -------------- | --------------- | ----------- | ----------------- |
| 329 | 1          | «Нагорная проповедь» «Sermon on the 'Mount» | Трей Паркер | Трей Паркер    | 23 июля 2025    | 2701        | 0.43              |
| В стране новый президент. Картман с ужасом узнаёт, что его любимая радиостанция NPR, где либералы ноют и жалуются на жизнь, закрыта. ПК Директор больше не политкорректный. Он осознал своё заблуждение и стал христианином. Он пригласил в школу Иисуса. Воук-культура теперь под запретом, можно оскорблять кого хочешь. Эрик не понимает, зачем в таком случае тогда вообще жить. Он решает покончить с собой, а заодно и с Баттерсом. Горожане, которые в большинстве своём голосовали за Дональда Трампа, недовольны навязыванием религии в школе. В Южном Парке начинаются протесты. Трамп подаёт на Южный Парк в суд. Иисус пытается успокоить людей. Он просит их не выступать против Трампа, чтобы не стало ещё хуже. У самого Трампа интимные отношения с Сатаной. |            |                                             |             |                |                 |             |                   |
| 330 | 2          | «Есть орешки» «Got a Nut»                   | Трей Паркер | Трей Паркер    | 6 августа 2025  | 2702        | 0.84              |
| Из-за денег Клайд вынужден начать вести подкаст, на котором он высказывает антисемитские и женоненавистнические взгляды. Это злит Картмана, которой считает, что Клайд украл его «фишку». Правительство урезает расходы и сокращает школьных психологов. Мистер Маки остаётся без работы. Он устраивается на работу в иммиграционную и таможенную полицию и попадает под начало министра внутренней безопасности Кристи Ноэм. Там Маки принимает участие в рейдах на нелегальных мигрантов. В какой-то момент на него обращает внимание президент Трамп и приглашает в свою частную резиденцию в Мар-а-Лаго. Увиденное на курорте производит гнетущее впечатление на Маки. Вместе с Клайдом и Дашей-путешественницей он сбегает оттуда.                                      |            |                                             |             |                |                 |             |                   |
| 331 | 3          | TBA                                         | TBA         | TBA            | 20 августа 2025 | 2703        | TBA               |

## Производство
В сентябре 2024 года создатели мультсериала, Трей Паркер и Мэтт Стоун, объявили, что премьера 27-го сезона будет перенесена на 2025 год, чтобы не делать серию про президентские выборы и не пародировать в очередной раз Дональда Трампа, про которого уже всё сказали во время двух прошлых его кампаний.
2 апреля 2025 года на официальном YouTube-канале «Южного Парка» был опубликован официальный тизер-трейлер 27-го сезона сериала, в котором была раскрыта дата премьеры сезона 9 июля. Лекс Брискузо из IGN отметила, что трейлер включал в себя кадры с важными и злободневными событиями сезона: появление скандального рэпера P. Diddy, война с Канадой, снос Статуи Свободы и череда крупных авиакатастроф. Из пресс-релиза за 2 июля стало известно, что премьера перенесена на 23 июля. Перенос предположительно связан с процессом слияния Skydance Media и Paramount Global (материнская компания канала Comedy Central).